# Hot Cross
Hot Cross fue una banda de screamo y hardcore punk nacida en Filadelfia, Pensilvania, el año 2000. La particularidad de esta banda es que estaba compuesta por antiguos miembros de otras bandas screamo, tales como Saetia (el vocalista Billy Werner y el baterista Greg Drudy), Off Minor (el bajista y guitarrista Matt Smith), You and I (el guitarrista Casey Boland), Neil Perry, The Now y Joshua Fit For Battle (el bajista y guitarrista Josh Jakubowski). El estilo de Hot Cross se caracterizaba por ser atmosférico. Con el tiempo, Hot Cross se desplazó del screamo al post-hardcore, abandonando los gritos (scream) característicos del género.

## Miembros
- Billy Werner - voz
- Greg Drudy - batería
- Matt Smith - bajo y batería
- Casey Boland - guitarra
- Josh Jakubowski - bajo y guitarra

## Discografía
| Lanzamiento | Formato musical | Título                    | Sello discográfico   |
| ----------- | --------------- | ------------------------- | -------------------- |
| 2001        | EP              | A new set of lungs        | Level Plane          |
| 2003        | Álbum           | Cryonics                  | Level Plane          |
| 2004        | EP              | Fair trades and farewells | Level Plane          |
| 2007        | Álbum           | Risk revival              | Equal Vision Records |